# Tettiella odiosa
Tettiella odiosa är en insektsart som först beskrevs av Walker, F. 1871.  Tettiella odiosa ingår i släktet Tettiella och familjen torngräshoppor. Inga underarter finns listade i Catalogue of Life.